# طاهرآقا برزگر تکمه داش
طاهرآقا برزگر تکمه تاش نماینده اصولگرای بستان آباد (استان آذربایجان شرقی) در مجلس پنجم و ششم و هفتم نیز عضو «گروه دوستی پارلمانی ایران و جمهوری آذربایجان» و کمیسیون صنایع مجلس بود.